# Боро (язык)
Боро (шинаша) — один из омотских языков. Распространён в Эфиопии (регион Бенишангуль-Гумуз, зона Метекел; 38 180 носителей (2007)).
До 2007 года использовалась письменность на эфиопской графической основе, с 2007 года официальная письменность боро базируется на латинской основе:A a, B b, C c, C'